# Staré mapy
Staré mapy je projekt občanské vědy, který cílí na zpracování informací o obsahu mapových archivů zapojených institucí, který je svým rozsahem ojedinělý. Pomocí gamifikace se podařilo motivovat mnoho dobrovolníků, kteří přesně referencovali tisíce bodů na mapách, což přispělo k pochopení jejich zkreslení a pomohlo najít nové souvislosti a podklady, které jinak ležely nepovšimnuty. Systém umožňoval postupně zlepšovat přesnost umístění jednotlivých map a tak zlepšovat data získaná od jiných uživatelů.

## Historie projektu
V březnu 2013 se spojilo osm institucí České republiky s cílem zvýšit úroveň mapových sbírek pomocí georeference. Garantem projektu je Moravská zemská knihovna. Do projektu bylo zahrnuto téměř 9 000 naskenovaných historických map. Registrovaní dobrovolníci byli vyzvání, aby na historických mapách nalezli alespoň pět referenčních bodů shodných s mapami současnými. Na rozdíl od automatické lokalizace je tato metoda přesnější. Do projektu se zapojilo téměř 1 000 dobrovolníků a do konce dubna 2013 zpracovali přes 85% map, které byly dány k dispozici.